# Nationaal park Glacier
Het Nationaal park Glacier (Engels: Glacier National Park) is een nationaal park in de Canadese provincie Brits-Columbia. Het park werd opgericht in 1886 en heeft een oppervlakte van 1.349 km². Het is een van de oudste van de nationale parken in Canada. Het park wordt beheerd door Parks Canada.
Een zeer bekend punt in het park is Rogers Pass op 1.330 m hoogte waar de Canadian Pacific Railway en de Trans-Canada Highway zich tussen de toppen van de Selkirk Mountains doorsteken, op hun beurt een onderdeel van de Columbia Mountains. Daarbij gelegen is Mount Dawson en de Mount Sir Donald en de Illecillewaet Glacier. Rogers Pass verloor wel aan belang nadat voor de spoorverbinding in 1916 de Connaught Tunnel in gebruik werd genomen, en zeker nadat in 1988 de Mount Macdonald Tunnel voor verdubbeling van de capaciteit zorgde.

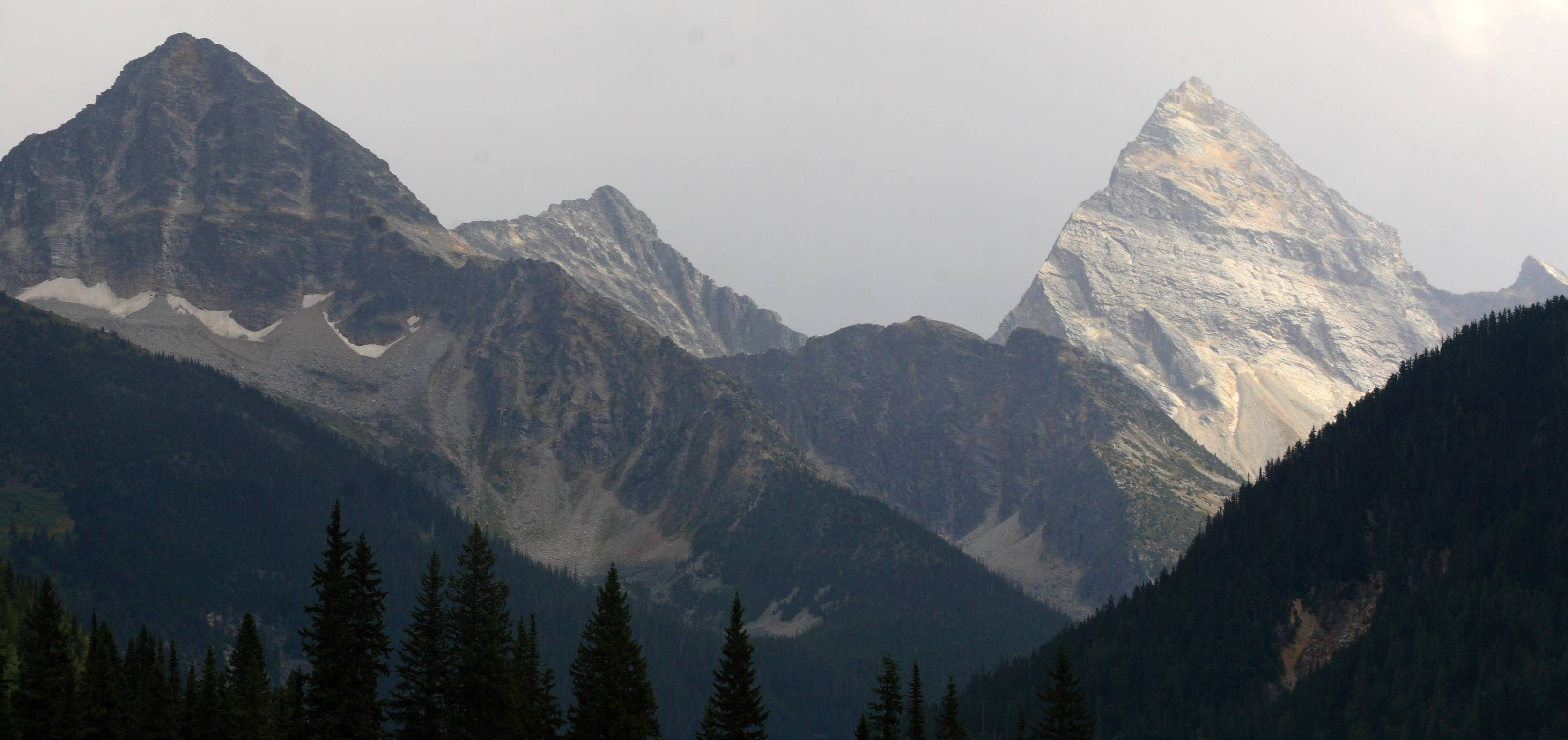
Eagle Peak (links), Uto Peak en Mount Sir Donald
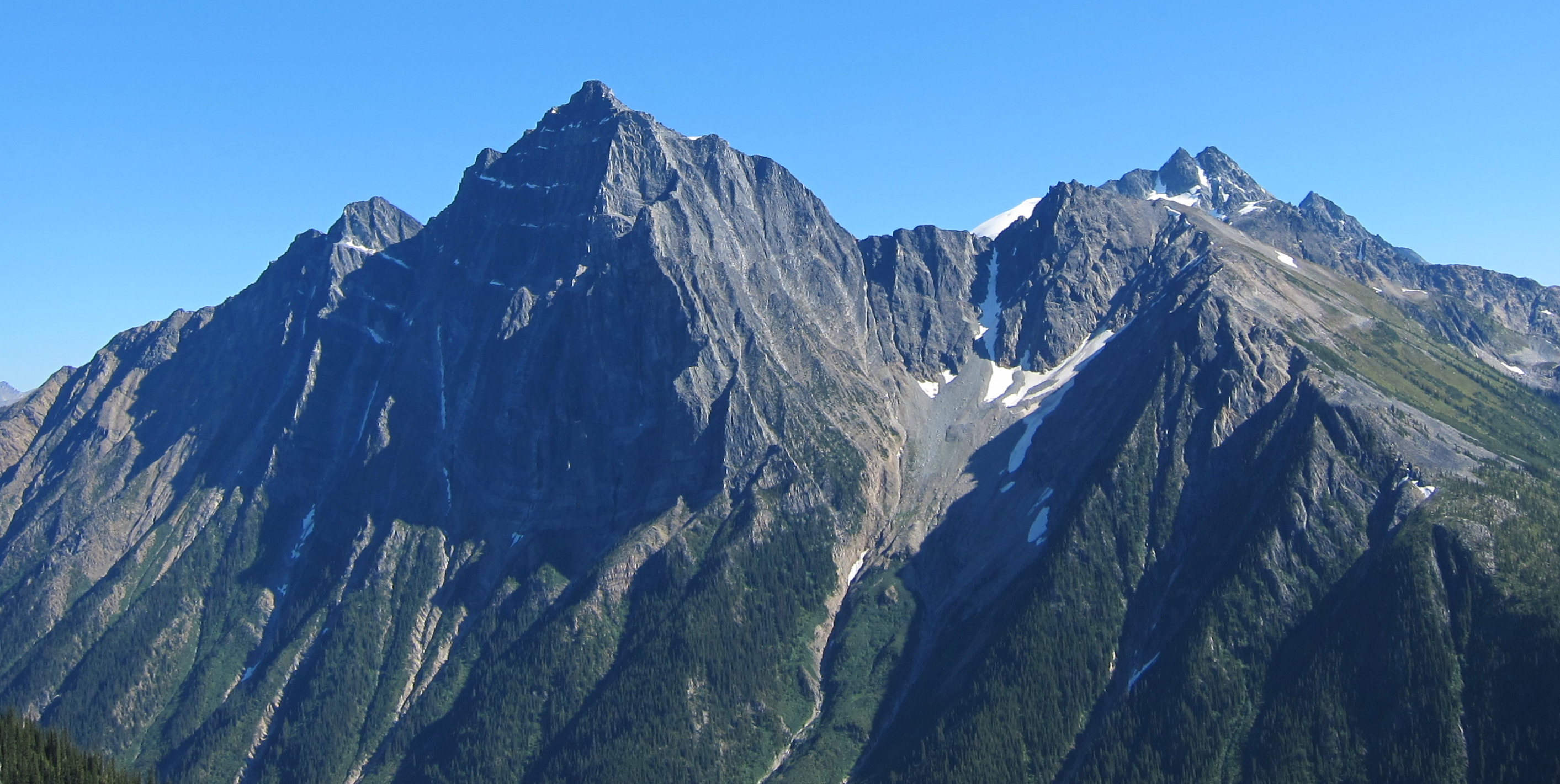
Mount Macdonald